# Трубичено
Труби́чено — бывшая деревня, присоединённая к городу Железногорску Курской области в 2008 году.

## География
Расположена на правом берегу реки Речицы в 0,5 км к востоку от 14-го микрорайона Железногорска. На противоположном берегу Речицы, напротив Трубичена, расположены бывшие посёлки Ермолаевский и Хуторской, также присоединённые к Железногорску. К югу от деревни проходит 56-я автомобильная дорога.

## История
Деревня Трубичено упоминается с 1-й половины XVII века. В 1649 году слободка Трубичено состояла из 21 двора и была приписана к Долбенкинскому острогу. Местные жители могли укрываться в этой крепости во время набегов крымских татар, а также должны были поддерживать её в обороноспособном состоянии. По переписи 1705 года в Трубичено было 10 дворов, проживало 38 человек (в том числе 3 недоросля, 3 человека на службе). По переписи 1707 года здесь было уже 11 дворов (10 жилых и 1 двор мельников), проживало 48 человек (в том числе 2 мельника и 13 недорослей).
В XVIII веке деревня называлась Трубичина Большая для отличия от Трубичины Малой, находившейся в том же уезде, недалеко от города Дмитровска. На протяжении XVIII века деревней владели дворяне Лобановы-Ростовские, Трубецкие и Репнины. Так, в 1763 году за Трубецкими числилась 41 душа мужского пола, за Репниными — 117. Площадь владений Репниных в Трубичено составляла 476 четвертей и 2 четверика. Это имение ранее принадлежало Фетинье Яковлевне Лобановой-Ростовской, но по закладной от 28 января 1776 года было передано её племяннику Петру Ивановичу Репнину, после смерти которого в 1778 году досталось его двоюродному брату — князю Николаю Васильевичу Репнину. В августе 1780 года было проведено межевание деревни. 
В 1781 году Н. В. Репнин продал своё имение в Комарицкой волости, в том числе в Трубичено, князьям Александру, Дмитрию, Якову и княжне Марии Лобановым-Ростовским. Лобановы-Ростовские владели деревней вплоть до отмены крепостного права в 1861 году.
По данным 6-й ревизии 1811 года деревня принадлежала Якову Ивановичу Лобанову-Ростовскому. В то время здесь было 27 дворов, проживало 147 душ мужского пола.
По данным 10-й ревизии 1858 года деревня принадлежала князю Николаю Алексеевичу Лобанову-Ростовскому (1826—1887). В то время здесь было 37 дворов, проживало 313 человек (153 мужского пола и 160 женского).
В 1866 году в бывшей владельческой деревне Трубичено было 33 двора, проживало 329 человек (156 мужского пола и 173 женского), действовали 4 маслобойни и мельница. Трубичено было частью прихода Воскресенского храма села Долбёнкино.
Во время революции 1905 года жители Трубичена участвовали в разграблении имения Великого князя Сергея Александровича в соседнем селе Долбёнкино.
В 1920-е годы южная часть деревни обособилась в посёлок Красная Звезда.
В 1926 году в Трубичено было 41 хозяйство (в т.ч. 40 крестьянского типа), проживало 236 человек (112 мужского пола и 124 женского), действовала школа 1-й ступени и пункт ликвидации безграмотности. 
В сентябре 1929 года в Трубичено был создан колхоз имени Крупской.
В 1937 году в Трубичено было 27 дворов, в Красной Звезде — 22. 
Во время Великой Отечественной войны, с октября 1941 года по 26 февраля 1943 года деревня находилась в зоне немецкой оккупации (территория Локотского самоуправления). Освобождена без боя 354-й стрелковой дивизией под командованием полковника Д. Ф. Алексеева. 
В 1950 году 3 колхоза Трубиченского сельсовета — имени Крупской (центр в Трубичено), «Меловой» и «Новая Жизнь» (оба в Черняково) — были объединены в одну артель имени Крупской с центральной усадьбой в Черняково.
В 1959 году в связи с освоением Михайловского железорудного месторождения и строительством города Железногорск колхоз имени Крупской был реорганизован в Студенокское отделение совхоза Михайловского железорудного комбината. 
В 2008 году деревня Трубичено была присоединена к городу Железногорск. С 2015 года имеет статус микрорайона города.

## Административно-территориальная принадлежность
- 16ХХ—1778 — Радогожский стан Комарицкой волости Севского уезда;
- 1778—1796 — Севский уезд Орловского наместничества;
- 1796—1802 — Севский уезд Орловской губернии;
- 1802—1861 — Дмитровский уезд Орловской губернии;
- 1861—1918 — Долбенкинская волость Дмитровского уезда Орловской губернии;
- 1918—1928 — Трубиченский сельсовет Долбенкинской волости Дмитровского уезда Орловской губернии;
- 1928—1930 — Трубиченский сельсовет Михайловского района Центрально-Чернозёмной области;
- 1930—1934 — Трубиченский сельсовет Дмитриевского района Центрально-Чернозёмной области;
- 1934—1954 — Трубиченский сельсовет Михайловского района Курской области;
- 1954—1963 — Трояновский сельсовет Михайловского района Курской области;
- 1963—1965 — Трояновский сельсовет Дмитриевского района Курской области;
- 1965—1985 — Трояновский сельсовет Железногорского района Курской области;
- 1985—1992 — Студенокский сельсовет Железногорского района Курской области;[12]
- 1992—2008 — Железногорский горсовет Курской области.

## Население
| Годы      | 1866 | 1897 | 1926 | 1979 |
| --------- | ---- | ---- | ---- | ---- |
| Население | 329  | 566  | 236  | 220  |

## Образование
В начале XX века в деревне действовала земская школа. По данным 1906 года учителем в ней работал Сергей Антонов, попечителем школы был крестьянин Николай Черкаев.

## Улицы
На территории бывшей деревни 3 улицы:
- Горки (бывш. п. Трубиченские Горки)
- Заречная
- Красная Звезда (бывш. п. Красная Звезда)